# Sandárfoss
Sandárfoss är ett vattenfall i republiken Island.   Det ligger i regionen Norðurland eystra, i den nordöstra delen av landet, 400 km nordost om huvudstaden Reykjavík. 
Terrängen runt Sandárfoss är platt åt sydost, men åt nordväst är den kuperad.  Trakten runt Sandárfoss är nära nog obefolkad, med mindre än två invånare per kvadratkilometer. Närmaste större samhälle är Þórshöfn, 16,1 km öster om Sandárfoss. Omgivningarna runt Sandárfoss är i huvudsak ett öppet busklandskap.